# National Hockey League 1918-1919
La stagione 1918-1919 è stata la 2ª stagione della National Hockey League (NHL). In una prima fase era incerto che la NHL avesse continuato a sopravvivere, esistendo la concreta possibilità che riprendessero le attività della NHA (la lega progenitrice della NHL). Tuttavia, le discussioni con Eddie Livingstone (proprietario delle franchigie di Toronto e Ottawa della NHA) convinsero i proprietari delle franchigie NHL a mantenere in stallo la vecchia lega. Livingstone cercò prima di assumere il controllo della NHA, per poi cambiare obiettivo tentando di costituire una nuova lega che potesse rivaleggiare con la NHL. La preseason fu caratterizzata da una serie di cause legali, inganni e pubbliche invettive. Nonostante le polemiche, la regular season NHL prese inizio con 3 squadre di Montreal, Ottawa e Toronto. Tuttavia, dato il ritiro dei Toronto Arenas, la regular season si concluse prima della sua fine prevista, garantendo a Canadiens e Senators di disputare le Championship Finals. Il titolo venne vinto dai Canadiens, che in tal modo acquisirono il diritto di partecipare alle Stanley Cup Finals per sfidare i Seattle Metropolitans, vincitori del titolo PCHA. La serie tra Montreal e Seattle non si concluse a causa dell'epidemia di influenza spagnola che colpì tutta la squadra dei Canadiens, provocando addirittura il decesso di un loro giocatore, Joe Hall.

## Squadre partecipanti
| Club               | Stagione | Conference | Division | Impianto      | Città         |
| ------------------ | -------- | ---------- | -------- | ------------- | ------------- |
| Montreal Canadiens | dettagli | —          | —        | Jubilee Arena | Montreal (QB) |
| Ottawa Senators    | dettagli | —          | —        | The Arena     | Ottawa (ON)   |
| Toronto Arenas     | dettagli | —          | —        | Arena Gardens | Toronto (ON)  |

## Stagione
Il periodo di preseason è piuttosto convulso nel mondo dell'hockey professionistico canadese. Il proprietario della franchigia di Toronto della NHA, Eddie Livingstone, con lo scopo di acquisire il controllo della NHA ha trovato un nuovo partner d'affari, Percy Quinn, manager dell'Arena Gardens, l'impianto di Toronto che ospita le partite di hockey su ghiaccio. Livingstone e Quinn tentano quindi di acquisire il controllo di tutte le arene che ospitano le squadre NHL, intentano una serie di cause legali, provano a fondare una lega rivale o di rivitalizzare la NHA. Tutti i loro tentativi sono però vani. Il Board of Directors della NHA, in questo periodo, si riunisce in tre occasioni senza arrivare ad alcun risultato.

### L'acquisto dei Quebec Bulldogs
La prima mossa di Livingstone e Quinn è il tentato acquisto da parte di quest'ultimo dei Quebec Bulldogs, con un'offerta di 600 dollari. I restanti proprietari delle franchigie di NHA sono d'accordo con l'acquisto, dato che riprenderebbe vita una nuova squadra da aggregare al proprio campionato. Tuttavia, la mossa darebbe alla coppia Livingstone-Quinn ben 3 voti nel Board of Directors della NHA, dato che Livingstone è proprietario non solo della franchigia di Toronto, ma anche di quella di Ottawa.

### La seconda sospensione della NHA
Il 27 settembre 1918, a Montreal, si riunisce il Board of Directors della NHA. Ottawa, Montreal Wanderers e Montreal Canadiens votano a favore di una nuova sospensione delle operazioni della lega, puntando di conseguenza a far partire una seconda stagione di NHL. Tuttavia, dal campionato NHL vengono esclusi i Quebec Bulldogs, nonostante la loro cessione a Percy Quinn venga approvata. In risposta di questa esclusione, Livingstone decide di agire in giudizio il 1° ottobre 1918, denunciando l'esistenza di un piano prestabilito condotto dal Board della NHA per sospendere le sue operazioni, chiedendo al giudice di ordinare l'interruzione di questo comportamento.
Il giorno successivo, il 2 ottobre, Percy Quinn si incontra con Ted Dey, proprietario della The Arena di Ottawa, impianto dove disputano le proprie partite casalinghe gli Ottawa Senators, concludendo un accordo per affittare l'impianto. Ted Dey accetta l'assegno ricevuto da Quinn, ma si scoprirà in seguito che non va ad incassarlo. Dey, infatti, ha in mente di acquisire lui stesso gli Ottawa Senators, facendo leva sul fatto di essere il proprietario dell'arena e minacciando di lasciare senza impianto la squadra. Piuttosto che vedere la fine della squadra, Martin Rosenthal decide di accordarsi con Ted Dey accettando la cessione.

### La causa contro l'Arena Company
Con la vittoria della Stanley Cup da parte della squadra di Toronto, una vera e propria "spada di Damocle" incombe su quei dirigenti che vogliono estromettere Livingstone. Dopo la loro vittoria, si stima che la squadra valga una somma attorno ai 20.000 dollari e Livingstone (proprietario della franchigia che aveva prestato i giocatori alla squadra di Toronto) pretende questa somma. L'Arena Company, società al comando della squadra, offre 7000 dollari e, per tutta risposta, Livingstone intenta un'altra causa contro la società e Charlie Querrie, richiedendo il pagamento dei 20.000 dollari. Nei giorni successivi e nonostante la causa legale, il tesoriere dell'Arena Company, Hubert Vearncombe, costituisce i Toronto Arenas, con l'obiettivo di separare il destino della causa legale di Livingstone da quello della squadra; tuttavia, gli Arenas vedono un roster composto dagli stessi giocatori per cui Livingstone richiede la somma di denaro.

### Il tentativo di costituire una nuova lega (CHA)
Nel frattempo, una nuova minaccia appare all'orizzonte della giovane NHL. Livingstone, in collaborazione con Quinn, cerca di promuovere la costituzione di una nuova lega professionistica rivale, la Canadian Hockey Association (CHA). Per dare forza al loro progetto, Quinn ha il progetto di abbandonare con i suoi Quebec Bulldogs la NHA e di entrare nella nuova lega, trasferendo la squadra a Toronto e denominandola Toronto Shamrocks. Quando la notizia del progetto di Quinn diventa di pubblico dominio, Frank Calder (presidente della NHA ma anche della NHL) esige da Quinn chiarezza sulle sue intenzioni, dovendo decidersi se diventare membro della NHL o della CHA. Lo stesso Calder stabilisce che Quinn debba prendere una decisione entro l'11 novembre 1918. Quinn non rispetta la scadenza, provocando la decisione di Calder di sospendere i Quebec Bulldogs per tutta la stagione. Del resto, Quinn è tranquillo, data l'esistenza del suo accordo con Ted Dey per quanto riguarda l'utilizzo dell'arena di Ottawa. Ma, come già detto, Dey ha altri progetti: non ha incassato l'assegno di Quinn e, addirittura, ha stretto un accordo con la NHL garantendo l'utilizzo dell'impianto di Ottawa alla lega per un periodo di 5 anni. Il 9 novembre si tiene una riunione delle franchigie NHL, nella quale i Toronto Arenas, gli Ottawa Senators, i Montreal Canadiens e i Montreal Wanderers firmano un accordo nel quale si impegnano a non lasciare la NHL per un periodo di 5 anni. L'accordo è caldamente sollecitato dai Senators i quali, in caso contrario, non sarebbero stati disponibili a continuare la loro partecipazione nella NHL (avendo, oltretutto, un preaccordo con Percy Quinn per militare nella CHA).
In una riunione della Arena Company a Montreal, proprietaria degli impianti di Montreal e Toronto, la società decide di chiudere le porte alla CHA contro la volontà di Quinn e del suo socio Livingstone, facendo svanire le speranze di poter avviare la stagione inaugurale della nuova lega. In conseguenza di questo, Quinn si incontra con Frank Calder per trovare un accordo, ma l'incontro fallisce. Tuttavia, Calder offre a Quinn la possibilità di unirsi con la sua franchigia alla NHL.

### La conclusione della causa contro i Toronto 228th Batallion
Nel frattempo, durante i giorni convulsi di novembre, la causa intentata dalla NHA per recuperare 3500 dollari alla compagnia assicurativa dei Toronto 228th Batallion, la Ocean Accident and Guaranteed Limited, viene rigettata. La causa era stata intentata dopo il ritiro della franchigia avvenuto nel 1917, dopo l'invio del battaglione (a cui appartenevano i giocatori) è stato inviato al fronte nel conflitto mondiale in Europa. La causa viene decisa a favore della società assicurativa, data la mancanza di colpa da parte della squadra.

### La perdita della causa contro gli Ottawa Senators
Intanto, Livingstone perde un'altra causa legale il 20 novembre 1918, da lui intentata accusando gli Ottawa Senators di aver illegalmente provocato la decisione della NHA di sospendere la sua franchigia nel febbraio 1917. Il giudice, al contrario, riconosce la legittimità della decisione della NHA.

### Il tentativo di affitto delJubilee Rinkdi Montreal
Nel frattempo, lo stesso Eddie Livingstone, nel tentativo di bloccare le operazioni della NHL, tenta di affittare il Jubilee Rink di Montreal. Per farlo conclude un accordo con Albert Allard, il manager dell'arena, contro il volere della società proprietaria dell'impianto, la Jubilee Rink Company. La società decide di licenziare in tronco Allard e di rescindere il contratto di affitto stretto da quest'ultimo con Livingstone, ma l'arena viene chiusa per motivi di sicurezza e i proprietari dell'impianto perdono la sua disponibilità. In merito a questa situazione viene intentata una causa legale che si conclude il 16 dicembre 1918, nella quale la Jubilee Rink Company recupera il controllo dell'impianto e dove viene riconosciuta la legittimità del licenziamento di Allard.

### Il tentativo di rilancio della NHA
Nello stesso dicembre 1918, Livingstone e Quinn organizzano un incontro della NHA, tentando di costringere gli altri appartenenti a rilanciare la lega sfruttando il fatto di avere ben 3 voti nel Board isolando i Montreal Canadiens. Nonostante Frank Calder definisca come "illegale" la riunione, Wanderers e Canadiens vi partecipano. Il tentativo però fallisce, dato che nella riunione emerge netta la spaccatura tra la linea di Livingstone e quella degli altri proprietari. Livingstone e Quinn, tuttavia, dichiarano successivamente di aver acquisito il controllo sulla NHA e che i giocatori sono di proprietà della NHA; coloro che hanno disputato almeno una partita nella stagione precedente ("ad est di Port Arthur", dichiarano polemicamente) devono fare riferimento alla National Hockey Association, non alle franchigie. Frank Calder, quindi, decide di proseguire sulla sua strada: ordina a tutte le franchigie di NHL di pagare la rispettiva tassa di iscrizione di 200 dollari, annunciando allo stesso tempo una causa legale per cancellare definitivamente la NHA. Livingstone e Quinn minacciano a loro volta cause legali se la NHL dovesse cominciare la nuova stagione, ma alle minacce non seguono i fatti e la seconda stagione della NHL può cominciare.

### Cambiamenti regolamentari
Su proposta dei giocatori degli Ottawa Senators, viene modificato il regolamento sulle penalità.
- Per le minor penalty (holding the stick o bloccare un tiro sdraiandosi sul ghiaccio), il giocatore va in panca puniti per 3 minuti e può essere sostituito.[12]
- Per le major penalty (lanciare il bastone per evitare una rete, tripping, holding, cross checking, boarding), il giocatore va in panca puniti per 5 minuti e non può essere sostituito per 3 minuti. Nel caso in cui il giocatore lanci il bastone per evitare la rete, viene concesso un goal automatico.[12]
- Per le match penalty (provocare volontariamente un infortunio ad un avversario), il giocatore va in panca puniti per un periodo non inferiore ai 5 minuti e non può essere sostituito. Il giocatore non può rientrare in gioco per almeno 10 minuti, a discrezione dell'arbitro, e subisce una multa di almeno 15 dollari. Se il giocatore commette una seconda match penalty durante la stessa stagione, scatta la squalifica automatica, la cui durata è determinata dal presidente della lega.[12]

Vengono anche approntate alcune decisioni di natura tecnica e inserite nel regolamento di gioco.
- Nel rink vengono aggiunte due linee, ognuna distante 20 piedi dal centro della pista, venendo a creare 3 zone distinte. Nella zona centrale, definita neutral zone, viene consentito sia il passaggio in avanti che il colpirlo con il piede.

### La pandemia di influenza spagnola
Hamby Shore, degli Ottawa Senators, è il primo giocatore deceduto a causa della pandemia di influenza spagnola nell'ottobre 1918.

## Formato
Il regolamento del campionato prevedeva la divisione in due parti della regular season, al termine delle quali è stata stilata una classifica in base ai risultati ottenuti da ogni squadra. Le due squadre vincitrici delle due parti hanno quindi disputato la finale del campionato, disputata in una serie al meglio delle 7 gare, la prima serie su questa lunghezza organizzata nella storia della NHL in un formato che tutt'ora è ancora in vigore. La squadra vincitrice del campionato avrebbe poi successivamente disputato le Stanley Cup Finals, affrontando i campioni della Pacific Coast Hockey Association.

## Regular season
La fine del conflitto mondiale avrebbe potuto liberare dagli obblighi militari molti giocatori di hockey su ghiaccio, i quali avrebbero potuto rimpolpare le vecchie squadre a cui appartenevano. Ma l'esercito canadese non ha liberato in tempo i giocatori prima dell'inizio del campionato. Se la First half si è completata regolarmente, con 10 partite disputate per squadra, la Second half è stata interrotta quando i Toronto Arenas (a causa dei pessimi risultati e con diversi problemi di disciplina all'interno dello spogliatoio) hanno annunciato il ritiro dal campionato dopo aver disputato 7 partite della seconda parte. Frank Calder ha poi convinto il proprietario degli Arenas a disputare la successiva partita, in modo che ogni squadra avesse disputato 18 partite a testa e concludere anticipatamente la regular season. In gravi difficoltà finanziarie, il 20 febbraio 1919 i Toronto Arenas hanno annunciato ufficialmente il loro ritiro dalla NHL.

## Classifiche

### First half
| Pos | Squadra            | G  | V | S | N | GF | GS | DR | Punti |
| --- | ------------------ | -- | - | - | - | -- | -- | -- | ----- |
| 1.  | Montreal Canadiens | 10 | 7 | 3 | 0 | 57 | 50 | +7 | 14    |
| 2.  | Ottawa Senators    | 10 | 5 | 3 | 0 | 39 | 39 | 0  | 10    |
| 3.  | Toronto Arenas     | 10 | 3 | 7 | 0 | 42 | 49 | -7 | 6     |

Fonte: Hockey Reference

Legenda
      Squadra qualificata alle Championship Finals.
Note

### Second half
| Pos | Squadra            | G | V | S | N | GF | GS | DR  | Punti |
| --- | ------------------ | - | - | - | - | -- | -- | --- | ----- |
| 1.  | Ottawa Senators    | 8 | 7 | 1 | 0 | 32 | 14 | +18 | 14    |
| 2.  | Montreal Canadiens | 8 | 3 | 5 | 0 | 31 | 28 | +3  | 6     |
| 3.  | Toronto Arenas     | 8 | 2 | 6 | 0 | 22 | 43 | -21 | 4     |

Fonte: Hockey Reference

Legenda
      Squadra qualificata alle Championship Finals.
Note

## Playoff

### NHL Championship Finals

##### Riepilogo serie
| Squadra 1          | Totale | Squadra 2           | Andata | Ritorno |
| ------------------ | ------ | ------------------- | ------ | ------- |
| Montreal Canadiens | 7–10   | Toronto Hockey Club | 3–7    | 4–3     |

## Stanley Cup Finals
| Squadra 1          | Totale | Squadra 2             | Gara 1 | Gara 2 | Gara 3 | Gara 4   | Gara 5   | Gara 6 | Gara 7 |
| ------------------ | ------ | --------------------- | ------ | ------ | ------ | -------- | -------- | ------ | ------ |
| Montreal Canadiens | 2–2–1  | Seattle Metropolitans | 0–7    | 2–4    | 2–7    | 0–0 (OT) | 4–1 (OT) |        |        |

La serie è stata interrotta a causa della pandemia di influenza spagnola e la Stanley Cup non è stata assegnata a nessuna squadra.

## Statistiche
Fonte: NHL, Hockey Reference

### Statistiche individuali

#### Regular season

##### Skaters
| Pos | Giocatore     | Squadra                          | GP | G  | A  | PIM | P  |
| --- | ------------- | -------------------------------- | -- | -- | -- | --- | -- |
| 1.  | Newsy Lalonde | Montreal Canadiens               | 17 | 22 | 10 | 40  | 32 |
| 2.  | Odie Cleghorn | Montreal Canadiens               | 17 | 22 | 6  | 22  | 28 |
| 3.  | Frank Nighbor | Ottawa Senators                  | 18 | 19 | 9  | 27  | 28 |
| 4.  | Cy Denneny    | Ottawa Senators                  | 18 | 18 | 4  | 28  | 22 |
| 5.  | Didier Pitre  | Montreal Canadiens               | 17 | 14 | 5  | 12  | 19 |
| 6.  | Alf Skinner   | Toronto Arenas                   | 17 | 12 | 4  | 26  | 16 |
| 7.  | Reg Noble     | Toronto Arenas                   | 17 | 10 | 5  | 35  | 15 |
| 8.  | Harry Cameron | Ottawa Senators / Toronto Arenas | 14 | 11 | 3  | 35  | 14 |
| 9.  | Jack Darragh  | Ottawa Senators                  | 14 | 11 | 3  | 33  | 14 |
| 10. | Ken Randall   | Toronto Arenas                   | 14 | 8  | 6  | 27  | 14 |

##### Goaltenders
| Pos | Giocatore      | Squadra            | GP | Mins | W  | L  | T | GA | SO | GAA  |
| --- | -------------- | ------------------ | -- | ---- | -- | -- | - | -- | -- | ---- |
| 1.  | Clint Benedict | Ottawa Senators    | 18 | 1152 | 12 | 6  | 0 | 53 | 2  | 2.76 |
| 2.  | Georges Vezina | Montreal Canadiens | 18 | 1117 | 10 | 8  | 0 | 78 | 1  | 4.19 |
| 3.  | Hap Holmes     | Toronto Arenas     | 2  | 120  | 0  | 2  | 0 | 9  | 0  | 4.50 |
| 4.  | Bert Lindsay   | Toronto Arenas     | 16 | 998  | 5  | 11 | 0 | 83 | 0  | 4.99 |

#### Playoff

##### Skaters
| Pos | Giocatore          | Squadra            | GP | G  | A | PIM | P  |
| --- | ------------------ | ------------------ | -- | -- | - | --- | -- |
| 1.  | Newsy Lalonde      | Montreal Canadiens | 5  | 11 | 2 | 15  | 13 |
| 2.  | Odie Cleghorn      | Montreal Canadiens | 5  | 7  | 1 | 3   | 8  |
| 3.  | Joe Malone         | Montreal Canadiens | 5  | 5  | 2 | 3   | 7  |
| 4.  | Cy Denneny         | Ottawa Senators    | 5  | 3  | 2 | 6   | 5  |
| 5.  | Didier Pitre       | Montreal Canadiens | 5  | 2  | 3 | 6   | 5  |
| 6.  | Punch Broadbent    | Ottawa Senators    | 5  | 2  | 2 | 28  | 4  |
| 7.  | Harry Cameron      | Ottawa Senators    | 5  | 4  | 0 | 6   | 4  |
| 8.  | Louis Berlinguette | Montreal Canadiens | 5  | 0  | 3 | 9   | 3  |
| 9.  | Sprague Cleghorn   | Ottawa Senators    | 5  | 2  | 1 | 9   | 3  |
| 10. | Eddie Gerard       | Ottawa Senators    | 5  | 3  | 0 | 3   | 3  |

| Pos | Giocatore      | Squadra            | GP | Mins | W | L | GA | SO | GAA  |
| --- | -------------- | ------------------ | -- | ---- | - | - | -- | -- | ---- |
| 1.  | Georges Vezina | Montreal Canadiens | 5  | 300  | 4 | 1 | 18 | 0  | 3.60 |
| 2.  | Clint Benedict | Ottawa Senators    | 5  | 300  | 1 | 4 | 26 | 0  | 5.20 |

## NHL Awards
- Campione NHL – Montreal Canadiens

La O'Brien Cup, ancora considerata nel 1919 il trofeo destinato alla squadra campione della NHA, non è stato assegnato nel 1919. Il trofeo rimase nelle cure dei Montreal Canadiens, che l'avevano conquistato nel 1917, fino alla morte del loro proprietario, George Kennedy, nel 1921. In quell'anno la NHL concluse un accordo per riutilizzare il trofeo. Nella Hockey Hall of Fame, i Montreal Canadiens vengono indicati come vincitori del trofeo per la stagione 1918-1919.

## Allenatori
- Montreal Canadiens: Newsy Lalonde
- Ottawa Senators: Harry Hyland e Alf Smith
- Toronto Arenas: Frank Hefferman e Harvey Sproule

## Debutti
La seguente lista racchiude giocatori degni di nota che hanno esordito nella stagione 1918-1919, indicati con la squadra in cui hanno esordito. Con il simbolo asterisco (*) si indica l'esordio nei playoff.
- Amos Arbour (Montreal Canadiens)

Dei giocatori che hanno esordito in questa stagione, Punch Broadbent è stato il giocatore ad aver avuto la carriera più longeva, ritiratosi dopo la stagione 1928-1929.

## Ultime partite
La seguente lista racchiude giocatori degni di nota che hanno disputato la loro ultima partita in NHL nella stagione 1917-1918
- Joe Hall (Montreal Canadiens)